# XML Graphics
XML Graphics é um projeto da Apache Software Foundation cujo objetivo é desenvolver software para conversão de documentos no formato XML em documentos apropriados para saída gráfica. Ele consiste de três sub-projetos: Apache Batik, Apache FOP e Apache XML Graphics Commons.

## Apache Batik
Um toolkit para SVG baseado na linguagem Java.

## Apache FOP
Um formatador de impressão e renderizador para XSL-FO baseado na linguagem Java.

## Apache XML Graphics Commons
Uma biblioteca escrita na linguagem Java com vários componentes utilizados pelos projetos Batik e FOP.